# Інтимні подробиці холостяцького життя
«Інтимні подробиці холостяцького життя» (англ. Cruising Bar 2) — канадський кінофільм 2008 року.

## Сюжет
Фільм розповість про чотирьох чоловіків, яких уже не можна назвати молодими. У цьому віці багато хто намагається переосмислити своє життя й отримати те, чого, як їм здається, не вистачало всі роки до цього. Нові пригоди, інший сексуальний досвід, почуття свободи або останні відчайдушні спроби добитися успіху. Все це чекає наших героїв, але головне – це те, що кожен із них дивиться в майбутнє без страху, а лише з надією на нове і хороше.

## У ролях
| Актор                | Роль |
| -------------------- | ---- |
| Мішель Коте          | -    |
| Веронік Ле Флаге     | -    |
| Марі-Франс Дукетт    | -    |
| Чантал Дофінаіс      | -    |
| Лізі Рой             | -    |
| Хелен Мейджор        | -    |
| Крістін Фолі         | -    |
| Мартін Тібодо        | -    |
| Ноемі Йєлль          | -    |
| Жан-Франсуа Касабонн | -    |

## Знімальна група
- Режисер — Мішель Коте, Роберт Менар
- Сценарист — Мішель Коте, Роберт Менар, Клер Вожа
- Продюсер — Клод Боні, Роберт Менар, Клер Вожа
- Композитор — Жан-Марі Бенуа